# Пильц, Эразм
Эразм Пильц (пол. Erazm Piltz; 1851—1929) — польский журналист, политический деятель.

## Биография
Слушал лекции в Варшавском и Страсбургском университетах. С 1877 по 1879 годы издавал в Варшаве ежедневную польскую газету «Nowiny». С 1882 года издает в Санкт-Петербурге еженедельную политическую, литературную иллюстрированную газету «Kraj» — главный орган польской умеренной партии, стремящейся к сохранению и развитию польской национальности, согласованному с русской государственностью. В 1905 году стал одним из основателей и лидеров Партии реальной политики.
В 1918 году входил в состав польского национального комитета в Париже. Был представителем получившей независимость Польши на Парижской мирной конференции, послом Польши во Франции. Умер в 1929 году.

## Труды
- Bismarck, Rosja i Polacy (1895),
- Nasza młodzież (1902),
- Nasze stronnictwa skrajne (1905),
- Polityka rosyjska w Polsce (1909).

## Источник
- Пильц, Эразм Иванович // Энциклопедический словарь Брокгауза и Ефрона : в 86 т. (82 т. и 4 доп.). — СПб., 1890—1907.